# Inger Bille
Inger Bille – norweska niepełnosprawna sportsmenka uprawiająca boccię, paraolimpijka, która startowała w kategorii BC2 (zawodnicy, którzy mogą samodzielnie wyrzucać kulę z rąk bez pomocy asystentów).
W 2000 roku na letniej paraolimpiadzie, startowała w dwóch konkurencjach – w indywidualnych zawodach w kategorii BC2 oraz w drużynowych zmaganiach zawodników z kategorii BC1 (zawodnicy z tej kategorii, mogą również ją wprowadzać nogami) i BC2. 
W turnieju indywidualnym, startowała w grupie E. Jej rywalami grupowymi byli: Fernando Ferreira (Portugalia), Pablo Cortez (Argentyna) i Warren Brearley (Australia). Wysoko wygrała z Cortezem i Brearleyem (odpowiednio: 8–0 i 9–0), ale przegrała z Ferreirą 0–13, jednak dało jej to awans do 1/8 finału. Tam zaś, została pokonana 0–12 przez Koreańczyka, Jin Woo Leema. 
W zawodach drużynowych, grała w grupie P. Norwedzy mieli za przeciwników: Portugalię, Nową Zelandię i Argentynę. Norwegowie wygrali tylko mecz z drużyną argentyńską, ale awansowali do ćwierćfinału. W nim zaś, przegrali 4–7 z Portugalczykami.
W 2003 roku, wystąpiła na mistrzostwach świata, gdzie startowała w zmaganiach indywidualnych. Zajęła 18. miejsce.
W rankingu Międzynarodowej Komisji Boccii z dnia 1 sierpnia 2002 roku, plasowała się na 51. miejscu (7,00 pkt.). 29 listopada 2005 roku, była już 71. zawodnikiem tegoż zestawienia (3,00 pkt.).